# دوکندورف
دوکندورف (به آلمانی: Dockendorf) یک شهر در آلمان است که در بیتبورگ-پروم واقع شده‌است.